# 638 Moira
A 638 Moira egy a Naprendszer kisbolygói közül, amit Joel Hastings Metcalf fedezett fel 1907. május 5-én.